# Otto Haupt
Pour les articles homonymes, voir Otto Haupt (homonymie).
Otto Haupt est un mathématicien allemand né le 5 mars 1887 à Würzburg et mort le 10 novembre 1988 à Bad Soden am Taunus.

## Biographie
Haupt est le fils du directeur d'un tribunal de district. Après avoir obtenu son diplôme d'études secondaires en 1906, il étudie à l'Université de Wurtzbourg, où il devient membre de la Burschenschaft Arminia Würzburg (de) en 1906 . Il y passe l'examen d'État d'enseignement en 1910 et obtient son doctorat en 1911 sous la direction de Emil Hilb (titre de sa thèse : Untersuchungen über Oszillationstheoreme  [Études dee théorèmes d'oscillation]). Il étudie ensuite à l'Université de Munich avec Arnold Sommerfeld (soutenu par une bourse Lamont de l'Académie bavaroise des sciences) et à l'Université de Wrocław, avec Erhard Schmidt, Constantin Caratheodory, Ernst Steinitz, Adolf Kneser. En 1913, il devient assistant d'Adolf Krazer à l'Université de Karlsruhe, où il est obtient également son habilitation universitaire en 1913. Au début de la Première Guerre mondiale, il est incorporé à l'armée et est soldat de 1914 à 1949. En 1920, il devint professeur titulaire à l'Université de Rostock, et dès 1921, il est nommé à la chaire Staudt à l'Université d'Erlangen comme successeur d'Ernst Sigismund Fischer, où il resta scientifiquement actif jusqu'à un âge avancé même après sa retraite en 1953 ;  ses derniers travaux paraissent dans les années 1980.
Haupt a créé avec sa fortune personnelle une fondation de nom  Fondation Otto et Edith Haupt. Le prix von Staudt est décerné avec les intérêts sur les actifs de la fondation depuis 1991.
Les principaux domaines de recherche de Haupt étaient l'analyse, la théorie de la mesure, la géométrie différentielle et la géométrie d'ordre. Il a publié des manuels alors fondamentaux sur l'algèbre, notamment l'un des premiers manuels sur l'algèbre abstraite « moderne », et sur l'analyse.
En 1987, il devient membre honoraire de la DMV.

## Publications (sélection)
- Otto Haupt, Einführung in die Algebra, Leipzig, Akademische Verlagsgesellschaft, 1929 (3e édition en 1956)
- Otto Haupt, Differential- und Integralrechnung – unter besonderer Berücksichtigung neuerer Ergebnisse, Berlin, De Gruyter, 1938 (2e édition en 3 volumes de 1948 à 1955 avec Georg Aumann et Christian Pauc)
- Otto Haupt et Georg Aumann, Einführung in die reelle Analysis, Leipzig, De Gruyter, 1974, 3=- éd.
- Otto Haupt et Hermann Künnethn, Geometrische Ordnungen, Springer, 1967

## Honneurs
En 1987, une conférence a eu lieu à l'occasion de son centenaire à l'Université d'Erlangen,.
- Docteur honoris causa des universités de Bonn, Würzburg et Nantes[3],[4],[5].
- Ordre bavarois du mérite (1963).

## Hommages
- M. Barner, F. Flohr, « Otto Haupt zum 100. Geburtstag », Jahresbericht der Deutschen Mathematiker-Vereinigung, vol. 89, no 2,‎ 1987, p. 61-80 (lire en ligne).
- H. Bauer, « Otto Haupt: Person und Werk », Jahresbericht der Deutschen Mathematiker-Vereinigung, vol. 92, no 4,‎ 1990, p. 161-181 (lire en ligne).